# Hausdorffova míra
Hausdorffova míra (dále {\displaystyle \mathbf {H} ^{s}}) je „nížedimenzionální“ míra na {\displaystyle \mathbb {R} ^{n}}, která dovoluje měřit jisté „velmi malé“ podmnožiny {\displaystyle \mathbb {R} ^{n}}. Zavedl ji Felix Hausdorff. Základní myšlenkou je, že množina {\displaystyle \mathbf {A} } je „s-dimenzionální“ podmnožina množiny {\displaystyle \mathbb {R} ^{n}}, platí-li
{\displaystyle 0<H^{s}(A)<\infty },
i když {\displaystyle \mathbf {A} } je velmi komplikovaná. {\displaystyle \mathbf {H} ^{s}} je definovaná jako výraz obsahující součet průměrů dobrého spočetného pokrytí.

## Formální definice Hausdorffovy míry
Definice: Nechť {\displaystyle \mathbf {A} \subset \mathbb {R} ^{n},0\leq s<\infty ,0<\delta \leq \infty } Definujme

{\displaystyle (i)\,\mathbf {H} _{\delta }^{s}(A)=\inf \left\{{\sum _{i=1}^{\infty }\alpha (s)\left({\frac {\mathrm {diam} (C_{i})}{2}}\right)^{\!\!s}}\;{\Big |}\,{A\subset {\bigcup _{j=1}^{\infty }C_{j}},\mathrm {diam} (C_{j})\leq \delta }\right\},}

kde

{\displaystyle \alpha (s)={\frac {\pi ^{\frac {s}{2}}}{\Gamma ({\frac {s}{2}}+1)}}}

tady

{\displaystyle \Gamma (r)=\int _{0}^{\infty }e^{-x}x^{r-1}dx,(0<r<\infty ),}

je obyčejná gamma funkce.

{\displaystyle \mathbf {(} ii)}Pro {\displaystyle \mathbf {A} } a {\displaystyle \mathbf {s} } s vlastnostmi jako výše, definujme:

{\displaystyle H^{s}(A)=\lim _{\delta \to 0}H_{\delta }^{s}(A)=\sup _{\delta >0}H_{\delta }^{s}(A)}

{\displaystyle \mathbf {H} ^{s}} nazveme s-dimenzionální Hausdorffovou mírou na {\displaystyle \mathbb {R} ^{n}}.

## Elementární vlastnosti Hausdorffovy míry
{\displaystyle \mathbf {H} ^{s}} je Borelova regulární míra pro {\displaystyle 0\leq s<\infty }, není ale Radonova míra.

Z toho plyne následující:

{\displaystyle (i)\mathbf {H} _{\delta }^{s}} je míra.

{\displaystyle (ii)\mathbf {H} ^{s}} je míra.

{\displaystyle (iii)\mathbf {H} ^{s}} je borelovská míra.

Další zajímavé vlastnosti:

{\displaystyle (i)\mathbf {H} ^{0}} je čítací míra.

{\displaystyle (ii)\mathbf {H} ^{1}=\mathbf {L} ^{1}} na {\displaystyle \mathbb {R} ^{n}}, kde {\displaystyle \mathbf {L} ^{1}} je Lebesgueova míra.

{\displaystyle (iii)\mathbf {H} ^{s}=0} na {\displaystyle \mathbb {R} ^{n}} pro všechna {\displaystyle \mathbf {s>n} }.

{\displaystyle (iv)\mathbf {H} ^{s}(\lambda A)=\lambda ^{s}\mathbf {H} ^{s}(A)} pro všechna {\displaystyle \lambda >0,A\subset \mathbb {R} ^{n}}.

{\displaystyle (v)\mathbf {H} ^{s}(L(A))=\mathbf {H} ^{s}(A)} pro všechny afinní isometrie {\displaystyle L:\mathbb {R} ^{n}\to \mathbb {R} ^{n},A\subset \mathbb {R} ^{n}}.